# Miconia napoana
Miconia napoana är en tvåhjärtbladig växtart som beskrevs av John Julius Wurdack. Miconia napoana ingår i släktet Miconia och familjen Melastomataceae. Inga underarter finns listade i Catalogue of Life.